# Cameo (band)
Cameo is een Amerikaanse band in het genre funk en rhythm-and-blues rond zanger en producer Larry Blackmon.

## Biografie
De band werd in 1974 opgericht door de toen 18-jarige Blackmon en kwam voort uit East Coast dat een jaar eerder een titelloos album had uitgebracht. De band heette in eerste instantie The New York City Players, maar om verwarring te voorkomen met The Ohio Players werd de groepsnaam in 1976 gewijzigd tot Cameo. In 1977 verschenen de eerste twee albums - Cardiac Arrest en We All Know Who We Are - op het sublabel Chocolate City van Casablanca.
Cameo maakte van oorsprong deep funk, maar bracht singles uit die op de dansvloer waren gericht; de band had ten tijde van het album Cameosis (1980) een vaste plek veroverd en ging verder op de ingeslagen weg.
Midden jaren 80 scoorde Cameo hits als She's Strange, Single Life en Word Up! dat in 1986 in de band haar thuisland de Verenigde Staten de nummer 1-positie bereikte in de Billboard Hot 100.
In 1992 werd het nummer Money een clubhit door een remix van Kevin Saunderson. Daarna nam het succes af en stapte Cameo over van PolyGram naar Reprise; Blackmon werd naast alle bandactiviteiten en zijproducties  A&R-manager voor dit sublabel van Warner Bros. In 2002 zongen ze op het album Soulshine van de Franse producer DJ Cam. In 2004 deden ze dat ook op zijn album Liquid Hip Hop.
Vanaf maart 2016 trad de band een jaar lang in Las Vegas op.
Op 20 februari 2019 kondigde Blackmon de release van El Passo aan, de eerste Cameo-single in 19 jaar.

## Zijprojecten van de andere leden
Aaron Mills werkt naast Cameo ook samen met andere artiesten; hij speelde onder meer op Ms. Jackson en Prototype van het rapduo OutKast.
Ex-zanger John Kellogg werd advocaat in de wereld van de entertainment; enkele artiesten die hij vertegenwoordigt of heeft vertegenwoordigd zijnde The O'Jays, wijlen Gerald Levert en LSG. Ook is hij vicevoorzitter op de muziekbusiness/management-afdeling van het Berklee College of Music in Boston, Massachusetts.
Gregory B. Johnson heeft twee soloalbums uitgebracht op zijn eigen label Allspice Record Co.; A New Hip uit 2007 (smooth jazz) en Funk Funk (Just For A Little Time) uit 2012 (urban funk).

## Discografie
| Jaar | Album                                        |
| ---- | -------------------------------------------- |
| 1977 | Cardiac Arrest                               |
| 1978 | We All Know Who We Are                       |
| 1978 | Ugly Ego                                     |
| 1979 | Secret Omen                                  |
| 1980 | Cameosis                                     |
| 1980 | Feel Me                                      |
| 1981 | Knights of the Sound Table                   |
| 1982 | Alligator Woman                              |
| 1983 | Style                                        |
| 1984 | She's Strange                                |
| 1985 | Single Life                                  |
| 1986 | Word Up!                                     |
| 1987 | ´´Candy``                                    |
| 1990 | Real Men... Wear Black                       |
| 1992 | Emotional Violence                           |
| 1992 | Shake Your Pants                             |
| 1993 | The Best of Cameo                            |
| 1994 | In the Face of Funk                          |
| 1996 | The Best of Cameo, Volume 2                  |
| 1996 | Nasty                                        |
| 1998 | Best of Cameo                                |
| 1998 | Live: Word Up                                |
| 1998 | The Ballads Collection                       |
| 1998 | Greatest Hits                                |
| 1999 | 12" Collection and More                      |
| 2000 | Sexy Sweet Thing                             |
| 2001 | The Hits Collection                          |
| 2001 | The Millennium Collection: The Best of Cameo |
| 2002 | Anthology                                    |
| 2003 | Original Artist Hit List                     |
| 2003 | Classic Cameo                                |
| 2004 | The Best of Cameo                            |
| 2005 | Gold                                         |
| 2006 | The Definitive Collection                    |